# Ekpe Udoh
Ekpedeme Friday Udoh (Edmond, Oklahoma, 20 de mayo de 1987) es un exjugador de baloncesto estadounidense, nacionalizado nigeriano, que disputó siete temporadas en la NBA, y varias en Europa y Asia. Con 2,08 metros de estatura, jugaba en la posición de ala-pívot.

## Trayectoria deportiva

### Universidad
Procedente del Instituto de Santa Fe, disputó dos temporadas en la Universidad de Míchigan hasta que fue transferido a Baylor, donde completó su temporada júnior. Con los Bears promedió 13,9 puntos y 9,8 rebotes, y lideró la Big Ten Conference en tapones con 3,69 por partido.

#### Estadísticas
| Año     | Equipo   | PJ       | PT       | MPP      | %TC      | %3P      | %TL      | RPP      | APP      | ROB      | TPP      | PPP      |
| ------- | -------- | -------- | -------- | -------- | -------- | -------- | -------- | -------- | -------- | -------- | -------- | -------- |
| 2006–07 | Michigan | 35       | 7        | 20.3     | .469     | .000     | .585     | 4.0      | .8       | .7       | 1.9      | 5.0      |
| 2007–08 | Michigan | 32       | 24       | 26.0     | .437     | .375     | .589     | 5.0      | .9       | .8       | 2.9      | 6.0      |
| 2008–09 | Baylor   | Redshirt | Redshirt | Redshirt | Redshirt | Redshirt | Redshirt | Redshirt | Redshirt | Redshirt | Redshirt | Redshirt |
| 2009–10 | Baylor   | 36       | 36       | 35.1     | .490     | .335     | .685     | 9.8      | 2.7      | .8       | 3.7      | 13.9     |
| Total   | Total    | 103      | 67       | 27.2     | .472     | .289     | .649     | 6.3      | 1.5      | .8       | 2.8      | 8.4      |

### Profesional
Tras una única temporada en Baylor, Udoh fue seleccionado en la sexta posición del Draft de la NBA de 2010 por Golden State Warriors.
El 14 de marzo de 2012, es traspasado a Milwaukee Bucks junto a Monta Ellis y Kwame Brown a cambio de Andrew Bogut y Stephen Jackson.
El 3 de septiembre de 2014, firma con Los Angeles Clippers.
En 2015 firma por una temporada con el Fenerbahçe, que buscaba un hombre físico y fuerte para su pintura. Tras cinco años en la NBA con una breve experiencia en Israel, el pívot da el salto a la Euroliga. Esa temporada, gana la Copa turca, frente al Darüşşafaka (67–65), pero pierde la Final de la Euroliga de 2016 frente al CSKA Moscow (96–101).
Al año siguiente, el 11 de julio de 2016, Udoh firma por otro año. Esa temporada consigue ganar la EuroLiga 2017 frente a Olympiacos (80–64), donde él fue nombrado MVP de la Final Four.
El 14 de julio de 2017, abandona la disciplina del equipo turco para volver a la NBA. Una semana más tarde, el 21 de julio de 2017, Udoh firma con Utah Jazz.
Tras dos temporadas en Utah, el 21 de agosto de 2019, firma por los Beijing Ducks de la CBA por una temporada.
En marzo de 2021, regresa a China y firma por Beijing Royal Fighters de la Chinese Basketball Association.
El 19 de julio de 2021, firma por dos temporadas por la Virtus Bolonia de la Lega Basket Serie A, la primera categoría del baloncesto italiano.
El 24 de diciembre de 2022, firma por el Shimane Susanoo Magic de la B.League japonesa. En 2023 se une hasta final de temporada a los Kyoto Hannaryz, también de la liga japonesa.

### Entrenador
En junio de 2023 se une al cuerpo técnico de Quin Snyder en Atlanta Hawks como asistente técnico.

### Selección nacional
En 2015 fue convocado por la selección nigeriana por la primera vez. En 2019, participó con su selección en el Mundial de China, quedando clasificado para los Juegos Olímpicos de 2020 como mejor equipo africano.
En verano de 2021, fue parte de la selección absoluta nigeriana que participó en los Juegos Olímpicos de Tokio 2020, que quedó en décimo lugar.

## Estadísticas de su carrera en la NBA

### Temporada regular
| Año     | Equipo        | PJ  | PT | MPP  | %TC  | %3P  | %TL  | RPP | APP | ROB | TPP | PPP |
| ------- | ------------- | --- | -- | ---- | ---- | ---- | ---- | --- | --- | --- | --- | --- |
| 2010-11 | Golden State  | 58  | 18 | 17.8 | .437 | .000 | .656 | 3.1 | .7  | .4  | 1.5 | 4.1 |
| 2011-12 | Golden State  | 38  | 6  | 21.8 | .443 | .000 | .719 | 3.9 | .8  | .7  | 1.7 | 5.5 |
| 2011-12 | Milwaukee     | 23  | 5  | 20.1 | .409 | .000 | .800 | 4.7 | 1.1 | .6  | 1.6 | 5.7 |
| 2012-13 | Milwaukee     | 76  | 9  | 17.3 | .435 | .000 | .748 | 3.3 | .6  | .5  | 1.1 | 4.3 |
| 2013-14 | Milwaukee     | 42  | 14 | 19.1 | .399 | .000 | .638 | 3.5 | .7  | .4  | 1.0 | 3.4 |
| 2014-15 | L.A. Clippers | 33  | 0  | 3.9  | .458 | .000 | .778 | .8  | .2  | .2  | .2  | .9  |
| 2017-18 | Utah          | 63  | 3  | 12.9 | .500 | .000 | .750 | 2.4 | .8  | .7  | 1.2 | 2.6 |
| 2018-19 | Utah          | 51  | 1  | 6.3  | .694 | —    | .633 | 1.8 | .5  | .2  | .6  | 2.3 |
| Total   | Total         | 384 | 56 | 14.8 | .453 | .000 | .718 | 2.9 | .7  | .5  | 1.1 | 3.5 |

### Playoffs
| Año   | Equipo        | PJ | PT | MPP  | %TC   | %3P  | %TL  | RPP | APP | ROB | TPP | PPP |
| ----- | ------------- | -- | -- | ---- | ----- | ---- | ---- | --- | --- | --- | --- | --- |
| 2013  | Milwaukee     | 4  | 0  | 13.5 | .444  | .000 | .000 | 1.5 | .3  | .5  | .5  | 2.0 |
| 2015  | L.A. Clippers | 4  | 0  | 3.0  | .333  | .000 | .000 | .8  | .0  | .0  | .0  | .5  |
| 2018  | Utah          | 6  | 0  | 3.5  | 1.000 | .000 | .000 | .5  | .0  | .0  | .3  | .3  |
| 2019  | Utah          | 2  | 0  | 3.1  | .000  | -    | -    | .0  | .0  | .0  | .0  | .0  |
| Total | Total         | 16 | 0  | 5.8  | .429  | -    | .000 | .8  | .1  | .1  | .3  | .8  |

## Vida personal
Ekpe es hijo de padres nigerianos, Alice y Sam Udoh, tiene un hermano mayor, Eddie, y dos hermanas menores que él, Esther y Sefon.

## Logros y reconocimientos
Fenerbahçe
- 2 x Liga Turca (2016 y 2017)
- 1 x Copa Turca (2016)
- 1 x Copa del Presidente (2016)
- 1 x Euroliga (2017)

### Premios individuales
- 1 x MVP Final Four (2017)
- 1 x Mejor Quinteto de la Euroliga (2017)
- 1 x Segundo Mejor Quinteto de la Euroliga (2016)
- 1 x AllStar Liga Turca (2017)